# SM UC-72
SM UC-72 – niemiecki podwodny stawiacz min z okresu I wojny światowej, jedna z 64 zbudowanych jednostek typu UC II. Zwodowany 12 sierpnia 1916 roku w stoczni Blohm & Voss w Hamburgu, został przyjęty do służby w Kaiserliche Marine 5 grudnia 1916 roku. W czasie służby operacyjnej w składzie Flotylli Flandria okręt odbył osiem patroli bojowych, w wyniku których zatonęło 41 statków o łącznej pojemności 58 699 BRT, a dwa statki o łącznej pojemności 1529 BRT zostały uszkodzone. SM UC-72 zatonął wraz z całą załogą po 22 sierpnia 1917 roku, po wejściu na minę w kanale La Manche. Wrak U-Boota został odnaleziony i zidentyfikowany w 2013 roku.

## Projekt i budowa
Dokonania pierwszych niemieckich podwodnych stawiaczy min typu UC I, a także zauważone niedostatki tej konstrukcji skłoniły dowództwo Cesarskiej Marynarki Wojennej z admirałem von Tirpitzem na czele do działań mających na celu budowę nowego, znacznie większego i doskonalszego typu okrętu podwodnego. Opracowany latem 1915 roku projekt okrętu, oznaczonego później jako typ UC II, tworzony był równolegle z projektem przybrzeżnego torpedowego okrętu podwodnego typu UB II. Głównymi zmianami w stosunku do poprzedniej serii były: instalacja wyrzutni torpedowych i działa pokładowego, zwiększenie mocy i niezawodności siłowni oraz wzrost prędkości i zasięgu jednostki – kosztem rezygnacji z możliwości łatwego transportu kolejowego (ze względu na powiększone rozmiary).
SM UC-72 zamówiony został 12 stycznia 1916 roku jako jednostka z III serii okrętów typu UC II (numer projektu 41, nadany przez Inspektorat U-Bootów) w ramach wojennego programu rozbudowy floty . Został zbudowany w stoczni Blohm & Voss w Hamburgu jako jeden z dziewięciu okrętów III serii zamówionych w tej wytwórni. UC-72 otrzymał numer stoczniowy 288 (Werk 288)  . Stępkę okrętu położono w 1916 roku , a zwodowany został 12 sierpnia 1916 roku. Koszt budowy okrętu wyniósł 2 mln 141 tys. marek.

## Dane taktyczno-techniczne
SM UC-72 był średniej wielkości przybrzeżnym okrętem podwodnym o konstrukcji dwukadłubowej. Długość całkowita wynosiła 50,35 metra, szerokość 5,22 metra i zanurzenie 3,64 metra . Wykonany ze stali kadłub sztywny miał 39,3 metra długości i 3,61 metra szerokości, a wysokość (od stępki do szczytu kiosku) wynosiła 7,46 metra . Wyporność w położeniu nawodnym wynosiła 427 ton, a w zanurzeniu 508 ton. Jednostka miała wysoki, ostry dziób przystosowany do przecinania sieci przeciwpodwodnych; do jej wnętrza prowadziły trzy luki: pierwszy przed kioskiem, drugi w kiosku, a ostatni w części rufowej, prowadzący do maszynowni . Cylindryczny kiosk miał średnicę 1,4 metra i wysokość 1,8 metra, obudowany był opływową osłoną . Okręt napędzany był na powierzchni przez dwa 6-cylindrowe, czterosuwowe silniki wysokoprężne MAN S6V26/36 o łącznej mocy 440 kW (600 KM), a pod wodą poruszał się dzięki dwóm silnikom elektrycznym SSW o łącznej mocy 460 kW (620 KM) . Dwa wały napędowe obracały dwie śruby wykonane z brązu manganowego (o średnicy 1,9 metra i skoku 0,9 metra) . Okręt osiągał prędkość 12 węzłów na powierzchni i 7,4 węzła w zanurzeniu . Zasięg wynosił 10 420 Mm przy prędkości 7 węzłów w położeniu nawodnym oraz 52 Mm przy prędkości 4 węzłów pod wodą . Zbiorniki mieściły 56 ton paliwa , a energia elektryczna magazynowana była w dwóch bateriach akumulatorów 26 MAS po 62 ogniwa, zlokalizowanych pod przednim i tylnym pomieszczeniem mieszkalnym załogi. Okręt miał siedem zewnętrznych zbiorników balastowych . Dopuszczalna głębokość zanurzenia wynosiła 50 metrów , a czas wykonania manewru zanurzenia 40 sekund.
Głównym uzbrojeniem okrętu było 18 min kotwicznych typu UC/200 w sześciu skośnych szybach minowych o średnicy 100 cm, usytuowanych w podwyższonej części dziobowej jeden za drugim w osi symetrii okrętu, pod kątem do tyłu (sposób stawiania – „pod siebie”). Układ ten powodował, że miny trzeba było stawiać na zaplanowanej przed rejsem głębokości, gdyż na morzu nie było do nich dostępu, co znacznie zmniejszało skuteczność okrętów. Uzbrojenie uzupełniały dwie zewnętrzne wyrzutnie torped kalibru 500 mm (umiejscowione powyżej linii wodnej na dziobie, po obu stronach szybów minowych), jedna wewnętrzna wyrzutnia torped kal. 500 mm na rufie (z łącznym zapasem 7 torped), oraz umieszczone przed kioskiem działo pokładowe kal. 88 mm L/30, z zapasem amunicji wynoszącym 130 naboi . Okręt wyposażony był w dwa peryskopy Zeissa: wachtowy i bojowy oraz radiostację z podnoszonym masztem o wysokości 10 metrów. Wyposażenie uzupełniała kotwica grzybkowa o masie 272 kg .
Załoga okrętu składała się z 3 oficerów oraz 23 podoficerów i marynarzy.

## Służba
5 grudnia 1916 roku SM UC-72 został przyjęty do służby w Cesarskiej Marynarce Wojennej. Dowództwo jednostki objął por. mar. (niem. Oberleutnant zur See) Ernst Voigt, dowodzący wcześniej UB-6 i UB-23 .
Z dniem 1 lutego 1917 roku, rozkazem szefa sztabu admiralicji niemieckiej z 12 stycznia tego roku, U-Booty należące do czterech flotylli Hochseeflotte, Flotylli Flandria i Flotylli Pola rozpoczęły nieograniczoną wojnę podwodną. Po okresie szkolenia okręt został 17 lutego przydzielony do Flotylli Flandria . W dniach 10–18 marca UC-72 odbył pierwszy rejs bojowy na wody kanału La Manche, stawiając dwie zagrody minowe. 13 marca na południe od Start Point (na pozycji 49°55′N 3°15′E/49,916667 3,250000) okręt zatrzymał i zatopił z działa pokładowego zbudowany w 1878 roku brytyjski drewniany trzymasztowy szkuner „Reward” o pojemności 172 BRT, płynący z ładunkiem węgla z Falmouth na Guernsey (w wyniku ataku zginęła cała, pięcioosobowa załoga) . 24 marca na południe od Bexhill-on-Sea na postawioną przez U-Boota minę wszedł zbudowany w 1915 roku brytyjski uzbrojony trawler HMT „Kings Grey” (338 BRT). Do zdarzenia doszło na pozycji 50°42′N 0°27′E/50,700000 0,450000, a na pokładzie uszkodzonej jednostki poniosło śmierć trzech członków załogi .
Od 22 marca do 3 kwietnia okręt przeprowadził na wodach La Manche drugi wojenny patrol, stawiając dwie zagrody minowe. 1 kwietnia w odległości 30 Mm na południowy zachód od latarni morskiej St Catherine okręt zatrzymał i po ewakuacji załogi zatopił przy pomocy ładunków wybuchowych zbudowany w 1883 roku brytyjski drewniany kecz „Eastern Belle” o pojemności 97 BRT, płynący z ładunkiem smoły z Portsmouth do Cherbourga  .
26 kwietnia w odległości 3 Mm na wschód od latarni morskiej Anvil Point na jednej z postawionych przez U-Boota min zatonął wraz z całą, liczącą dziewięć osób załogą zbudowany w 1912 roku brytyjski kuter HMD „Plantin” (88 BRT) . Następnego dnia w odległości 15 Mm na północny zachód od Barfleur okręt zatrzymał i po zejściu załogi zatopił ogniem artyleryjskim zbudowany w 1905 roku brytyjski drewniany kecz „Good Hope” o pojemności 89 BRT, płynący pod balastem z Isigny-sur-Mer do Cardiff  . 29 kwietnia na wodach między Guilvinec a Audierne UC-72 zatopił cztery francuskie żaglowce: „Bayonnais” (20 BRT), „Eugenie Et Lucie” (34 BRT), „Frere Des Cinq Soeurs” (20 BRT) i „Petit Ernest” (20 BRT) . 1 maja załoga okrętu dopisała do listy wojennych osiągnięć kolejne trzy niewielkie francuskie żaglowe łodzie rybackie, zatopione na wodach Zatoki Biskajskiej: „Acacia” (9 BRT), „Antigone” (15 BRT) i „Camille Amelie” (21 BRT) . W nocy w odległości 12 Mm na północny zachód od Île d’Yeu U-Boot zauważył cztery żaglowce, eskortowane przez zbudowany w 1908 roku francuski uzbrojony trawler „Keryado” (175 BRT), który zatopił tuż po północy 2 maja w ataku torpedowym (na pozycji 46°46′N 2°41′W/46,766667 -2,683333, śmierć poniosło 16 członków załogi) . Następnie okręt podwodny zatrzymał i po ewakuacji załóg zatopił ogniem z działa pokładowego i za pomocą ładunków wybuchowych cztery francuskie żaglowce: zbudowany w 1906 roku trzymasztowy szkuner „Cancalais” o pojemności 231 BRT, przewożący ładunek 220 ton stempli z Pauillac do Cardiff ; pochodzący z 1916 roku trzymasztowy szkuner „Victoire” (290 BRT), transportujący ładunek węgla z Cardiff do Bordeaux ; zbudowany w 1899 roku drewniany szkuner „Russie” o pojemności 127 BRT, płynący pod balastem z Dunkierki przez Bordeaux na Islandię  oraz pochodzący z 1913 roku „Yvonne” (100 BRT), przewożący stemple z Mortagne-sur-Gironde do Swansea . 4 maja u wybrzeży Landy UC-72 zatopił dwa hiszpańskie i dwa francuskie trawlery: „Mamelena IX” (115 BRT), „Mamelena XII” (111 BRT), „Marne II” (250 BRT) i „Verdun” (25 BRT) . Nazajutrz w estuarium Żyrondy okręt zatopił zbudowany w 1916 roku norweski parowiec „Nydal” o pojemności 1809 BRT, przewożący ładunek drobnicy na trasie Nowy Jork – Bordeaux (nikt nie zginął) . 6 maja nieopodal La Tremblade ten sam los spotkał zbudowany w 1896 roku włoski parowiec „Francesco” o pojemności 3438 BRT, który wypłynął z Livorno .
28 maja na zachód od Île de Sein (Finistère) okręt zatrzymał i po zejściu załogi zatopił z działa pokładowego zbudowaną w 1891 roku brytyjską barkentynę z żelaznym kadłubem „Detlef Wagner” o pojemności 225 BRT, płynącą z ładunkiem wina z Lizbony na Jersey  . 2 czerwca na wodach Zatoki Biskajskiej UC-72 zatopił dwa parowce: zbudowany w 1890 roku hiszpański „Ereaga” o pojemności 2233 BRT, przewożący węgiel i farby z Glasgow do Bilbao (storpedowany nieopodal Mimizan bez strat w ludziach)  oraz pochodzący z 1889 roku norweski „Skarpsno” (1766 BRT), płynący pod balastem z Bordeaux do Santander (na pozycji 44°18′N 3°50′W/44,300000 -3,833333, śmierć poniosło 17 członków załogi) . Tego dnia na postawionej przez U-Boota minie zatonął też zbudowany w 1912 roku norweski parowiec „St. Sunniva” o pojemności 1140 BRT, przewożący ładunek rudy żelaza z Santander do Sunderlandu (na pozycji 43°26′N 1°41′W/43,433333 -1,683333, zginęło czterech załogantów) . Następnego dnia w odległości 80 Mm od ujścia Żyrondy okręt podwodny zatrzymał i zatopił zbudowany w 1879 roku urugwajski bark z żelaznym kadłubem „Rosario” (1565 BRT), który wypłynął z Nowego Jorku . 6 czerwca na wodach w pobliżu wyspy Île d’Yeu UC-72 zatopił w ataku torpedowym zbudowany w 1909 roku francuski parowiec „Saint Eloi” o pojemności 1993 BRT, który wypłynął z Bilbao (na pokładzie zginęły trzy osoby) . Dwa dni później o godzinie 3:00 w odległości 5 Mm na południe od Île d’Yeu okręt storpedował zbudowany w 1898 roku francuski transportowiec wojska „Sequana” o pojemności 5557 BRT, przewożący z Dakaru do Bordeaux 400 senegalskich żołnierzy (łącznie z załogą na pokładzie znajdowało się 665 osób). Statek otrzymał trafienie w śródokręcie i zatonął w ciągu 30 minut na pozycji 46°36′N 2°18′W/46,600000 -2,300000, a mimo szybkiego wydania rozkazu opuszczenia jednostki śmierć poniosło 207 osób, w tym 198 żołnierzy .
3 lipca w odległości 60 Mm na południowy zachód od Penmarch U-Boot zatopił w ataku torpedowym zbudowany w 1911 roku norweski parowiec „Henrik” o pojemności 3928 BRT, przewożący ładunek węgla z Glasgow na Maderę (na pozycji 47°25′N 5°22′W/47,416667 -5,366667, nikt nie zginął) . 7 lipca w odległości 200 Mm na zachód od Belle-Île okręt zatopił z działa pokładowego zbudowany w 1893 roku amerykański parowiec „Massapequa” (3193 BRT), przewożący ładunek pszenicy i mąki na trasie Nowy Jork – Nantes (na pozycji 46°40′N 9°00′W/46,666667 -9,000000, bez strat ludzkich) . Nazajutrz na zachód od Półwyspu Bretońskiego UC-72 zatopił trzy jednostki: zbudowany w 1913 roku duński parowiec „M.I. Mandal” o pojemności 1886 BRT, przewożący ładunek orzeszków ziemnych z Dakaru do Liverpoolu (w odległości 110 Mm od Ouessant, nikt nie zginął) , pochodzący z 1897 roku francuski bark ze stalowym kadłubem „Cambronne” (1863 BRT), transportujący azotany z Antofagasty do Brestu (zatrzymany i zatopiony w odległości 110 Mm od Île de Sein)  oraz zbudowany w 1900 roku amerykański drewniany pięciomasztowy szkuner „Mary W. Bowen” o pojemności 2153 BRT, płynący z ładunkiem oleju maszynowego z Nowego Jorku do Hawru (zatrzymany i zatopiony bez strat w załodze na pozycji 47°20′N 8°10′W/47,333333 -8,166667) . 9 lipca w odległości około 130 Mm na zachód od Penmarch U-Boot zatrzymał i zatopił zbudowaną w 1901 roku francuską drewnianą brygantynę „Ceres” (296 BRT), płynącą z Lizbony do Brestu z ładunkiem sardynek i wina (na pozycji 47°00′N 10°36′W/47,000000 -10,600000) . 11 lipca w odległości 20 Mm na południowy zachód od Les Sables-d’Olonne okręt storpedował bez ostrzeżenia zbudowany w 1910 roku uzbrojony brytyjski parowiec „Anglo-Patagonian” o pojemności 5017 BRT, przewożący materiały wojenne (m.in. samoloty i stal) z Nowego Jorku do Bordeaux, który zatonął na pozycji 46°27′N 2°10′W/46,450000 -2,166667 ze stratą czterech członków załogi  . Cztery dni później w odległości 80 Mm na południowy zachód od Ouessant ten sam los spotkał zbudowany w 1909 roku uzbrojony brytyjski parowiec „Trelissick” (4168 BRT), płynący z Bostonu do Bordeaux z ładunkiem owsa i stali (na pozycji 46°28′N 6°28′W/46,466667 -6,466667; do niewoli zostali wzięci kapitan i dwóch artylerzystów)  .
16 sierpnia w odległości 135 Mm na południowy zachód od Bishop Rock UC-72 storpedował bez ostrzeżenia zbudowany w 1897 roku uzbrojony brytyjski parowiec „Delphic” o pojemności 8273 BRT, transportujący węgiel z Cardiff do Montevideo. Statek zatonął na pozycji 48°30′N 9°10′W/48,500000 -9,166667, a na jego pokładzie zginęło pięć osób  . Następnego dnia w odległości 140 Mm na południowy zachód od Ouessant okręt zatopił w ataku torpedowym zbudowany w 1916 roku francuski zbiornikowiec „Meuse II” (5270 BRT), płynący pod balastem z Brestu do Nowego Jorku (na pozycji 46°24′N 7°27′W/46,400000 -7,450000, zginęło 10 członków załogi) . 19 sierpnia na pozycji 47°38′N 8°19′W/47,633333 -8,316667 okręt stoczył pojedynek ze zbudowanym w 1906 roku brytyjskim statkiem-pułapką HMS „Penshurst” (1191 BRT), uszkadzając torpedą wrogą jednostkę . Dwa dni później w odległości 130 Mm na południowy zachód od Ouessant (na pozycji 47°34′N 8°05′W/47,566667 -8,083333) U-Boot zatrzymał i po zejściu załóg zatopił dwie brytyjskie jednostki: zbudowany w 1915 roku holownik HS 4 (121 BRT) i holowaną przez niego pochodzącą z 1917 roku barkę RB 6  .
Po 22 sierpnia (prawdopodobnie 24 sierpnia) powracający do bazy okręt wszedł w Cieśninie Kaletańskiej na minę i zatonął wraz z całą, liczącą 31 osób załogą na pozycji 51°11′N 1°43′E/51,183333 1,716667 . Wrak U-Boota został odnaleziony i zidentyfikowany w 2013 roku .
Większość wcześniejszych opracowań (Hutchinson 2001 ↓, s. 54, Möller i Brack 2004 ↓, s. 62, Gogin 2021 ↓ , Gröner 1985 ↓, s. 61, Gozdawa-Gołębiowski 1994 ↓, s. 564, Fontenoy 2007 ↓, s. 106 i Perepeczko 2000 ↓, s. 362) podaje, że UC-72 został zatopiony 20 sierpnia 1917 roku w Zatoce Biskajskiej (lub w estuarium Tamizy) przez brytyjski statek-pułapkę HMS „Acton”. Natomiast Gibson i Prendergast 2014 ↓, s. 188 i Gardiner i Gray 1985 ↓, s. 182 zamieszczają informację, że okręt został zatopiony 22 września 1917 roku, zbombardowany przez brytyjski wodnosamolot.

### Podsumowanie działalności bojowej
SM UC-72 odbył osiem rejsów operacyjnych, w wyniku których zatonęło 41 statków o łącznej pojemności 58 699 BRT, a dwa statki o łącznej pojemności 1529 BRT zostały uszkodzone . Na pokładach zatopionych i uszkodzonych jednostek zginęło co najmniej 296 osób, w tym 207 na francuskim transportowcu „Sequana”  . Pełne zestawienie zadanych przez niego strat przedstawia poniższa tabela :
| Data             | Nazwa                   | Państwo           | Tonaż       | Los jednostki |
| ---------------- | ----------------------- | ----------------- | ----------- | ------------- |
| 13 marca 1917    | „Reward”                | Wielka Brytania   | 172         | zatopiony     |
| 24 marca 1917    | HMT „Kings Grey”        | Royal Navy        | 338         | uszkodzony    |
| 1 kwietnia 1917  | „Eastern Belle”         | Wielka Brytania   | 97          | zatopiony     |
| 26 kwietnia 1917 | HMD „Plantin”           | Royal Navy        | 84          | zatopiony     |
| 27 kwietnia 1917 | „Good Hope”             | Wielka Brytania   | 89          | zatopiony     |
| 29 kwietnia 1917 | „Bayonnais”             | Francja           | 20          | zatopiony     |
| 29 kwietnia 1917 | „Eugenie Et Lucie”      | Francja           | 34          | zatopiony     |
| 29 kwietnia 1917 | „Frere Des Cinq Soeurs” | Francja           | 20          | zatopiony     |
| 29 kwietnia 1917 | „Petit Ernest”          | Francja           | 20          | zatopiony     |
| 1 maja 1917      | „Acacia”                | Francja           | 9           | zatopiony     |
| 1 maja 1917      | „Antigone”              | Francja           | 15          | zatopiony     |
| 1 maja 1917      | „Camille Amelie”        | Francja           | 21          | zatopiony     |
| 2 maja 1917      | „Cancalais”             | Francja           | 231         | zatopiony     |
| 2 maja 1917      | „Keryado”               | Marine nationale  | 175         | zatopiony     |
| 2 maja 1917      | „Victoire”              | Francja           | 290         | zatopiony     |
| 2 maja 1917      | „Russie”                | Francja           | 127         | zatopiony     |
| 2 maja 1917      | „Yvonne”                | Francja           | 97          | zatopiony     |
| 4 maja 1917      | „Mamelena IX”           | Hiszpania         | 115         | zatopiony     |
| 4 maja 1917      | „Mamelena XII”          | Hiszpania         | 111         | zatopiony     |
| 4 maja 1917      | „Marne II”              | Francja           | 250         | zatopiony     |
| 4 maja 1917      | „Verdun”                | Francja           | 250         | zatopiony     |
| 5 maja 1917      | „Nydal”                 | Norwegia          | 1809        | zatopiony     |
| 6 maja 1917      | „Francesco”             | Włochy            | 3438        | zatopiony     |
| 28 maja 1917     | „Detlef Wagner”         | Wielka Brytania   | 225         | zatopiony     |
| 2 czerwca 1917   | „Ereaga”                | Hiszpania         | 2233        | zatopiony     |
| 2 czerwca 1917   | „Skarpsno”              | Norwegia          | 1766        | zatopiony     |
| 2 czerwca 1917   | „St. Sunniva”           | Norwegia          | 1140        | zatopiony     |
| 3 czerwca 1917   | „Rosario”               | Urugwaj           | 1565        | zatopiony     |
| 6 czerwca 1917   | „Saint Eloi”            | Francja           | 1993        | zatopiony     |
| 8 czerwca 1917   | „Sequana”               | Marine nationale  | 5557        | zatopiony     |
| 3 lipca 1917     | „Henrik”                | Norwegia          | 3928        | zatopiony     |
| 7 lipca 1917     | „Massapequa”            | Stany Zjednoczone | 3193        | zatopiony     |
| 8 lipca 1917     | „Cambronne”             | Francja           | 1863        | zatopiony     |
| 8 lipca 1917     | „M.I. Mandal”           | Dania             | 1886        | zatopiony     |
| 8 lipca 1917     | „Mary W. Bowen”         | Stany Zjednoczone | 2153        | zatopiony     |
| 9 lipca 1917     | „Ceres”                 | Francja           | 296         | zatopiony     |
| 11 lipca 1917    | „Anglo-Patagonian”      | Wielka Brytania   | 5017        | zatopiony     |
| 15 lipca 1917    | „Trelissick”            | Wielka Brytania   | 4168        | zatopiony     |
| 16 sierpnia 1917 | „Delphic”               | Wielka Brytania   | 8273        | zatopiony     |
| 17 sierpnia 1917 | „Meuse II”              | Francja           | 5270        | zatopiony     |
| 19 sierpnia 1917 | HMS „Penshurst”         | Royal Navy        | 1191        | uszkodzony    |
| 21 sierpnia 1917 | HS 4                    | Wielka Brytania   | 121         | zatopiony     |
| 21 sierpnia 1917 | RB 6                    | Wielka Brytania   | 800         | zatopiony     |
| RAZEM            | RAZEM                   | zatopione:        | zatopione:  | 41            |
| RAZEM            | RAZEM                   | uszkodzone:       | uszkodzone: | 2             |